# Houmets
Les Houmets sont un groupe d'îlots à l'est de Guernesey dans les îles Anglo-Normandes. 
Ils sont composés des îlots Houmet Benest/Houmet Benêt, Houmet Paradis et Houmet Hommetol (Omptolle). 